# Cappella di Sant'Anna (Sassello)
La cappella di Sant'Anna è un luogo di culto cattolico situato nella borgata di Bastia Sottana, in via dei Perrando, nel comune di Sassello in provincia di Savona.

## Storia e descrizione

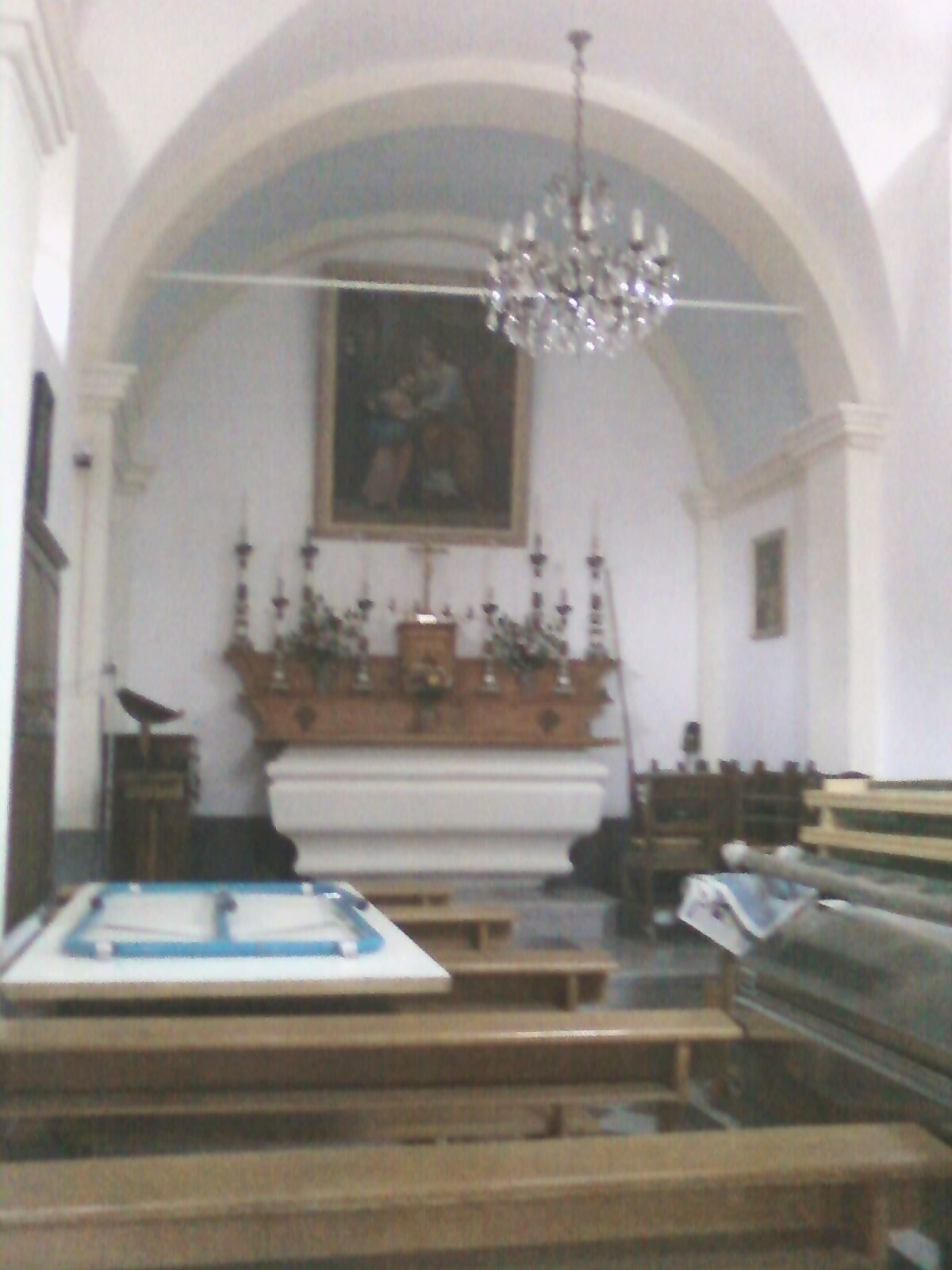
L'interno

A navata unica, di circa 9 metri di lunghezza con piccolo campanile a vela, la cappella fu edificata nel 1493. Venne danneggiata nel 1655 dal crollo di una casa attigua e subitamente riparata. L'ultimo restauro è stato effettuato nel 1997.
L'interno è sobrio, con volta a botte ed è privo di decorazioni. Una tela raffigurante Sant'Anna e la Vergine bambina si staglia sullo sfondo del presbiterio quadrato, sopra il semplice altare.